# كفر محمد شاويش
قرية كفر محمد شاويش هي إحدى القرى التابعة لمركز الزقازيق في محافظة الشرقية في جمهورية مصر العربية. حسب إحصاءات سنة 2006، بلغ إجمالي السكان في كفر محمد شاويش 4186 نسمة، منهم 2205 رجل و1981 امرأة.